# Neratzia
Het Kasteel Neratzia (Grieks: Κάστρο της Νερατζιάς) is een kasteel in Kos-stad op het gelijknamige eiland dat gebouwd is door de Johannieterorde. Het staat aan de haven. In de nabije omgeving van het kasteel groeien ook vele zure sinaasappels. Het kasteel was oorspronkelijk toegankelijk voor publiek, maar was sinds de aardbeving in de zomer van 2017 gesloten vanwege instortingsgevaar. Sinds 2021 is het kasteel weer (gratis) toegankelijk voor het publiek. Het is geopend in de ochtend en de eerste helft van de middag. Op dinsdagen blijft de poort echter de gehele dag dicht.

## Geografie
Het kasteel is gelegen op een smal schiereiland ten oosten van de Mandraki Havens en noordelijk van de Palmenboulevards Leoforos ton Finikon. Door zijn uitstekende ligging in de Golf van Gokova dient het kasteel als verdediging van de haven van de stad. Gezamenlijk met de Petrusburcht in Bodrum beheersen de kastelen de zeestraat tussen Constantinopel en Alexandrië.

## Geschiedenis
Het gebied waar het kasteel is gebouwd was al bewoond sinds de oudheid. Er is weinig duidelijkheid of er al fortificaties op die plek bestonden uit de Byzantijnse periode of daarvoor, er is daar nog geen archeologisch onderzoek naar gedaan.
Toen grootmeester Foulques de Villaret van de Johannieterorde het eiland in haar bezit nam in 1315 werd er al gestart met kleine fortificaties. Onder het grootmeesterschap van Juan Fernandez de Heredia werd er gestart met de bouw van het huidige kasteel. Bij de bouw werden vele stenen gebruikt van de nabije ruïne van het Asklepieion. Door enkele gevechten met het Osmaanse Rijk en de Egyptische mammelukken werd het kasteel verder uit gebreid door de jaren heen. Ook na de Val van Constantinopel bleef de Orde de zeestraat bewaken. In 1457 werd het eiland aangevallen door een Ottomaanse legermacht. Na 23 dagen verliet de aanvallende legermacht het eiland vanwege onbekende redenen.

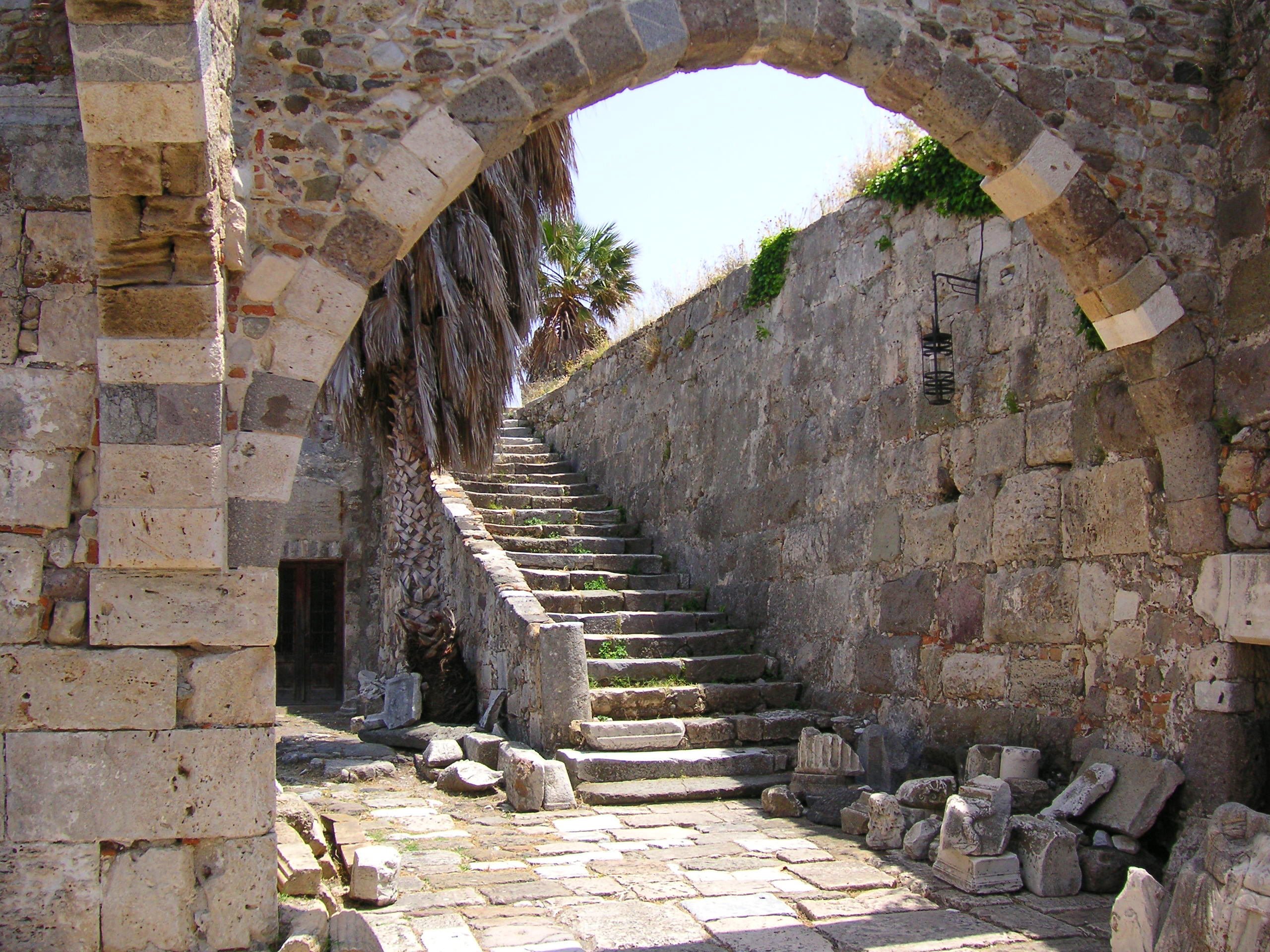
Een doorgang in het kasteel

Na het mislukte Beleg van Rhodos in 1480 en een in 1493 volgende aardbeving gaf groodmeester Pierre d'Aubusson de opdracht tot de bouw van het buitenfort. Ook door de komst van het buskruit in het oorlog voeren werden er ook nog andere punten van het fort verbeterd. Na de nederlaag van de Orde tijdens het Tweede Beleg van Rhodos gaf de Orde haar bezittingen van de eilanden op en verlieten ze het eiland in 1523.
Tijdens de Ottomaanse bezetting van het eiland huisvestte het kasteel een Turks garnizoen en de gouverneur van het eiland. Een groot deel van het kasteel werd beschadigd bij een ontploffing van het kruitmagazijn in 1816. Tijdens de Italiaanse overheersing van het eiland werd het kasteel gerestaureerd en werden de Turkse invloeden verwijderd, om het middeleeuwse karakter van de burcht te benadrukken.